# Shimazu Toshihisa
Shimazu Toshihisa est un nom japonais traditionnel ; le nom de famille (ou le nom d'école), Shimazu, précède donc le prénom (ou le nom d'artiste) Toshihisa.
Shimazu Toshihisa (島津 歳久, 15 août 1537-25 août 1592), fils de Shimazu Tadayoshi, est un samouraï de l'époque Azuchi Momoyama, qui sert comme vassal du clan Shimazu de la province de Satsuma. Il est également commandant lorsque Toyotomi Hideyoshi envahit Kyūshū.

## Source de la traduction
- (en) Cet article est partiellement ou en totalité issu de l’article de Wikipédia en anglais intitulé « Shimazu Toshihisa » (voir la liste des auteurs).